# Ratka
Ratka (em húngaro: Rátkapuszta) é um município da Eslováquia, situado no distrito de Lučenec, na região de Banská Bystrica. Tem 12,6 km² de área e sua população em 2018 foi estimada em 310 habitantes.

## Demografia
| Ano:        | 1994 | 2004   | 2014   | 2024    |
| ----------- | ---- | ------ | ------ | ------- |
| Broj ljudi: | 337  | 316    | 313    | 347     |
| Razlika:    |      | -6,23% | -0,94% | +10,86% |

| Ano:               | 2023 | 2024   |
| ------------------ | ---- | ------ |
| Número de pessoas: | 345  | 347    |
| Diferença:         |      | +0,57% |